# Platysaurus
Genre
Platysaurus est un genre de sauriens de la famille des Cordylidae.

## Répartition
Les 16 espèces de ce genre se rencontrent en Afrique australe.

## Liste des espèces
Selon The Reptile Database (11 septembre 2015) :
- Platysaurus attenboroughi Whiting, Branch, Pepper & Keogh, 2015
- Platysaurus broadleyi Branch & Whiting, 1997
- Platysaurus capensis Smith, 1844
- Platysaurus guttatus Smith, 1849
- Platysaurus imperator Broadley, 1962
- Platysaurus intermedius Matschie, 1891
- Platysaurus lebomboensis Jacobsen, 1994
- Platysaurus maculatus Broadley, 1965
- Platysaurus minor Fitzsimons, 1930
- Platysaurus mitchelli Loveridge, 1953
- Platysaurus monotropis Jacobsen, 1994
- Platysaurus ocellatus Broadley, 1962
- Platysaurus orientalis Fitzsimons, 1941
- Platysaurus pungweensis Broadley, 1959
- Platysaurus relictus Broadley, 1976
- Platysaurus torquatus Peters, 1879

## Publication originale
- Smith, 1844 : Illustrations of the Zoology of South Africa; Consisting Chiefly of Figures and Descriptions of the Objects of Natural History Collected during an Expedition into the Interior of South Africa, in the Years 1834, 1835, and 1836. vol. III. Reptilia. Part 28 Errata sheet. London: Smith, Elder, & Co.